# Rosario Turner
Rosario Emilia Turner Montenegro (14 de agosto de 1963) es una médica pediatra y política panameña. Fue ministra de Salud de Panamá desde 2007 hasta 2009, durante el gobierno de Martín Torrijos, luego desde julio de 2019 hasta junio de 2020 durante el gobierno de Laurentino Cortizo.

## Biografía

### Primeros años y formación
Nació el 14 de agosto de 1963, y reside en la ciudad de La Chorrera, en la provincia de Panamá Oeste.
Cursó sus estudios primarios en la Escuela República de Costa Rica de La Chorrera (graduándose en 1973) y sus estudios secundarios en la Escuela Secundaria Pedro Pablo Sánchez de la misma ciudad, graduándose como bachiller en ciencias en 1979. Gracias a una beca del gobierno en 1980 ingresó a estudiar medicina en la Universidad Autónoma Metropolitana de la Ciudad de México, posteriormente graduándose como médica cirujana en 1985, especializándose en pediatría en el Instituto Mexicano del Seguro Social y en la Universidad Autónoma Metropolitana en 1988.
Obtuvo un postgrado en Alta Gerencia y una Maestría en Administración de Negocios con énfasis en Dirección Estratégica en la Universidad Interamericana de Panamá en 2002, así como un postgrado en Gerencia de Servicios de Salud en la Universidad de Panamá, un postgrado en Dirección Estratégica de Organizaciones de Salud por la Fundación Universidad Iberoamericana y un postgrado en Desarrollo de Competencias de Gestión en los Seguros Sociales por el Centro Interamericano de Estudios de Seguridad Social de México en 2006.[cita requerida]

## Carrera
A su regreso a Panamá, fungió como pediatra de la Caja de Seguro Social en la Policlínica Dr. Santiago Barraza, siendo escogida en 1995 como directora médica del centro médico hasta 1996, cuando se le ascendió como directora médica institucional de la región de Panamá Oeste hasta  1999, cuando retomó la práctica médica.[cita requerida] En 2004 es ascendida nuevamente como directora médica institucional de Panamá Oeste hasta 2005, cuando fue promovida como directora nacional de servicios y prestaciones médicas de la Caja de Seguro Social (CSS).[cita requerida]
Como directora, le correspondió liderar por parte de la CSS un diálogo junto a otras 39 organizaciones, para la creación de un nuevo modelo de atención en salud, así como las consecuencias del envenenamiento masivo de 2006, situación que ocasionó la destitución de los ministros de Presidencia, Gobierno y Justicia, Educación, Salud y el Viceministro de Economía, además de ocasionar la muerte de 800 personas y afectaciones en 2100.[cita requerida] el presidente Martín Torrijos Espino la designó como nueva ministra.
Turner tomó posesión el 1 de septiembre de 2007, donde tuvo que hacerle frente a la crisis sanitaria ocasionada por el envenenamiento masivo y la muerte de infantes en la comarca Ngäbe-Buglé. Con la salida del gobierno de Martín Torrijos, retomó la práctica médica como pediatra en la Policlínica Dr. Santiago Barraza y como coordinadora de alto riesgo neonatal de la provincia de Panamá Oeste.
Incursionó como docente de la Universidad Latina de Panamá en la maestría de gerencia en salud.[cita requerida]
En junio de 2019, nuevamente fue designada como ministra de salud por el entonces presidente electo Laurentino Cortizo, asumiendo el cargo junto con el gobierno entrante el 1 de julio de 2019. Su trabajo como ministra se vio remarcada por la pandemia de enfermedad por el coronavirus de 2020, la cual afectó al país desde marzo y necesitó de la atención especial del ministra y el ministerio, siendo reconocidas las acciones por organismos y prensa internacional como la Organización de las Naciones Unidas.
Sin embargo, en medio de la pandemia y las medidas de cuarentena impuestas, diputados del oficialista Partido Revolucionario Democrático (PRD) se reunieron en un restaurante de la capital con el fin de escoger al candidato del partido a la presidencia de la Asamblea Nacional, convocatoria que fue firmada por Turner en su calidad como tercera subsecretaría del PRD, al igual que por la Ministra Consejera de Salud Pública Eyra Ruíz y por la Ministra de Trabajo y Desarrollo Laboral Doris Zapata, lo que ocasionó una protesta de ciudadanos en las afueras del restaurante y el repudio en la opinión popular.[cita requerida]
Al día siguiente, el ministerio impuso una multa de 50 000 balboas al PRD y al restaurante, lo que ocasionó que las propias bases del partido solicitaran su dimisión.
El 24 de junio, el presidente Cortizo anunció en cadena nacional el tercer cambio de su gabinete, cambiando a los ministros de Salud, Desarrollo Social y Vivienda y Ordenamiento, saliendo Rosario Turner de la cartera de salud, quedando en su lugar el entonces viceministro Luis Francisco Sucre y como viceministra Odalys Berrío.
Turner culminó su gestión como ministra, durante un aumento de casos de COVID-19 y en medio de supuestas diferencias con el vicepresidente de la República y también ministro de la presidencia José Gabriel Carrizo por supuesta corrupción en la compra de ventiladores; así como una de las ministras con mayor aceptación y respaldo ciudadano.